# Dadestal
Das Dadestal (oder die Dadesschlucht, auch frz. Gorges du Dadès; arabisch وادي دادس, DMG Wādī Dādis) liegt in der marokkanischen Provinz Tinghir im Atlasgebirge. Der Oued Dadès hat sich auf dem Weg vom Hauptkamm des Hohen Atlas nach Süden stellenweise tief in die Gebirgsketten der Südabdachung eingeschnitten, lässt aber auch auf weiten Strecken im Talboden Platz für eine Reihe von Dörfern.

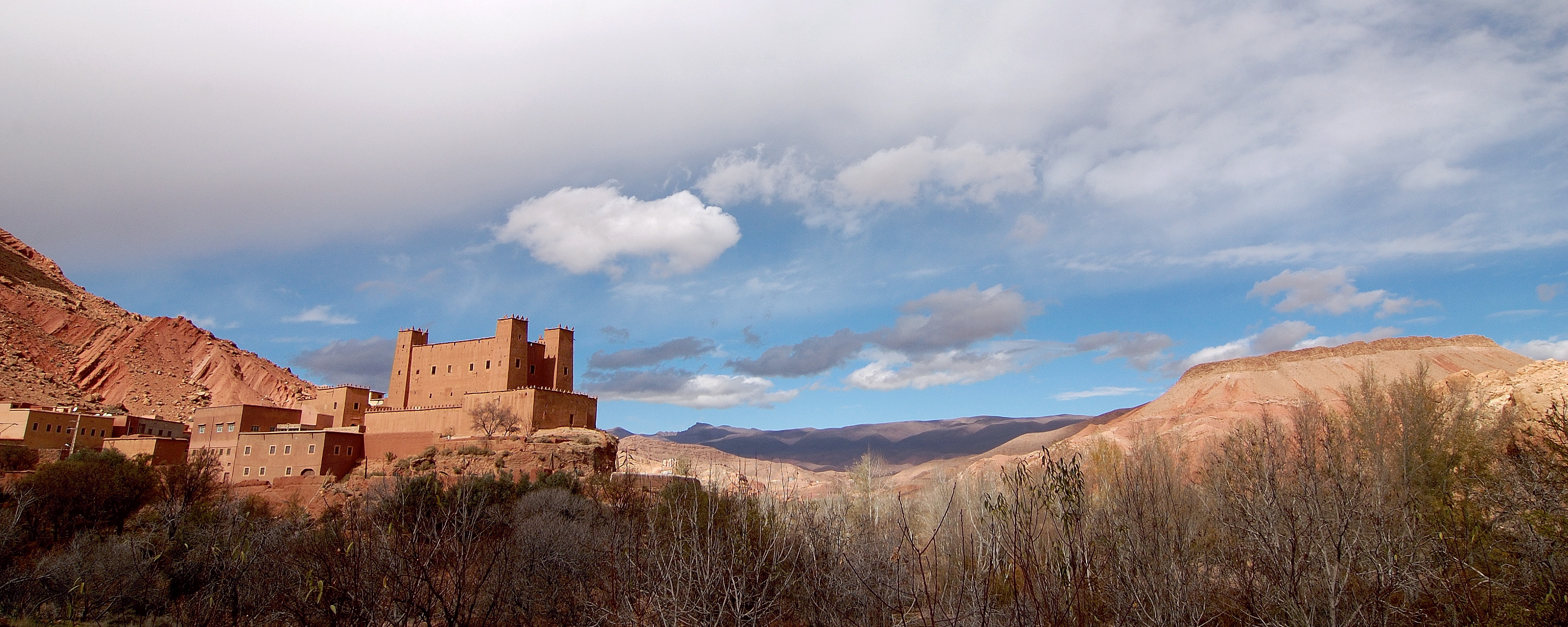
Kasbah im Dadestal

## Dades-Schlucht
Als Dades-Schlucht wird namentlich der Abschnitt zwischen dem Dorf M'semrir im Norden und der 40 km weiter südlich liegenden Oasenstadt Boumalne Dadès bezeichnet, wo der Flusslauf südlich der Dörfer Aït Youl und Aït Arbi das Gebirge verlässt und das Hochland zwischen dem Hohen Atlas und der Djebel Sarhro-Gebirgskette erreicht.
Das Dadestal zwischen diesen Orten wird durch die Regionalstraße R704 für den überörtlichen Verkehr erschlossen, die je nach topografischen Gegebenheiten entweder durch den Talgrund führt oder die unwegsamen Schluchten mehr oder weniger weiträumig über die Talhänge umgeht. Der Straßenabschnitt ist rund 62 km lang.
Überall dort, wo sich der Talboden des Dades weitet, bietet er die Lebensgrundlage für eine Reihe von Dörfern, die sein Wasser für die Bewirtschaftung grünender Flussoasen nutzen in einer ansonsten eher wüstenhaften Region, die in unmittelbarer Nähe zur Sahara liegt.

## Kasbahs
Die hier ansässigen Berber legten im Gebiet einst viele Burgen (Kasbahs) an, um sich gegen Feinde zu verteidigen. Insbesondere auch durch die davon übrig gebliebenen Ruinen ist das Gebiet für den Tourismus eine Attraktion.

## Weitere Bilder

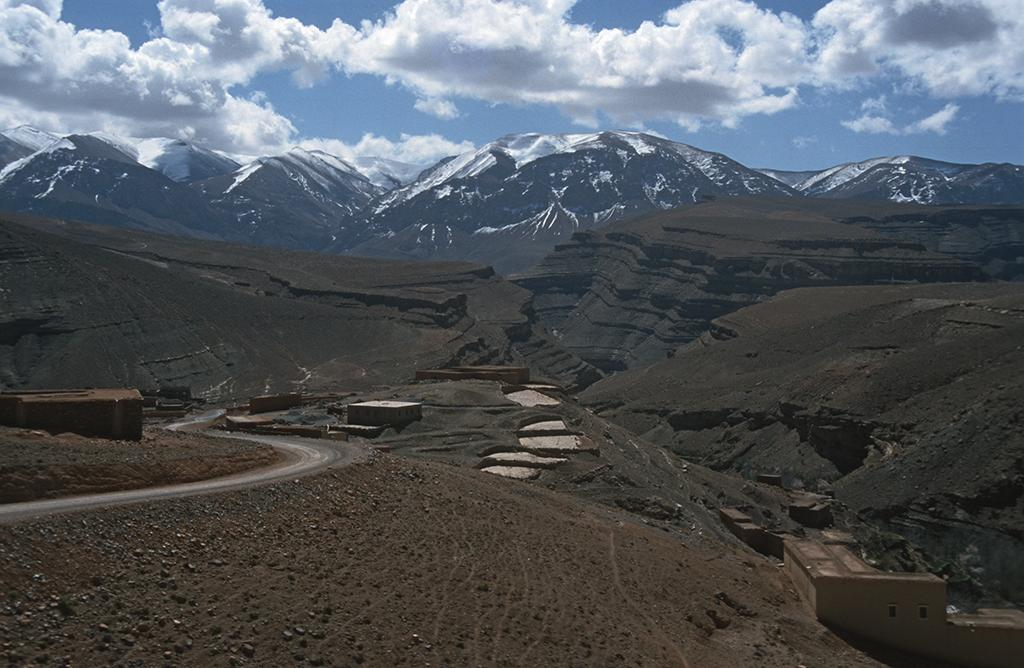
Dadestal, Blick auf den Atlas
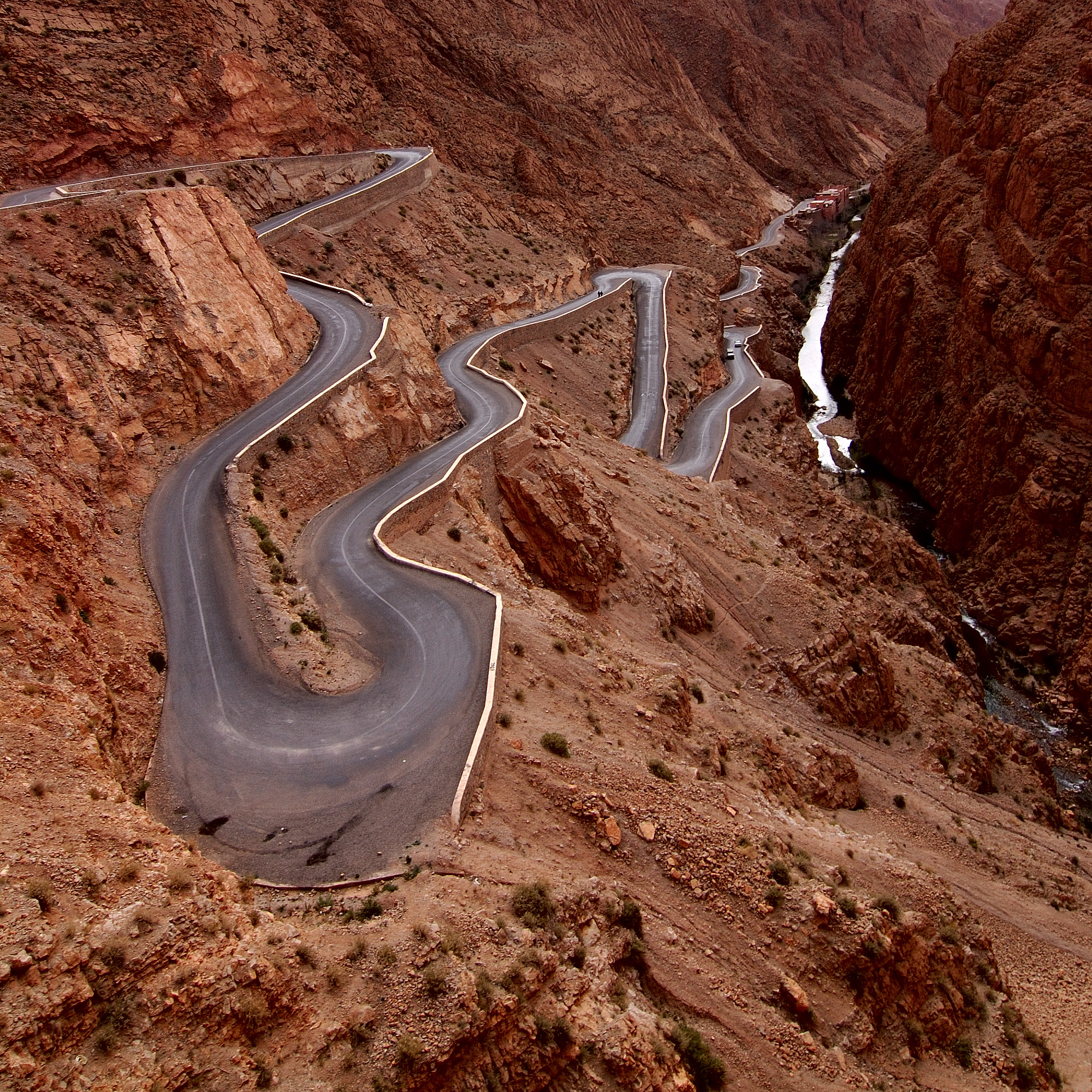
Serpentinen der R704 bei Timzzillite
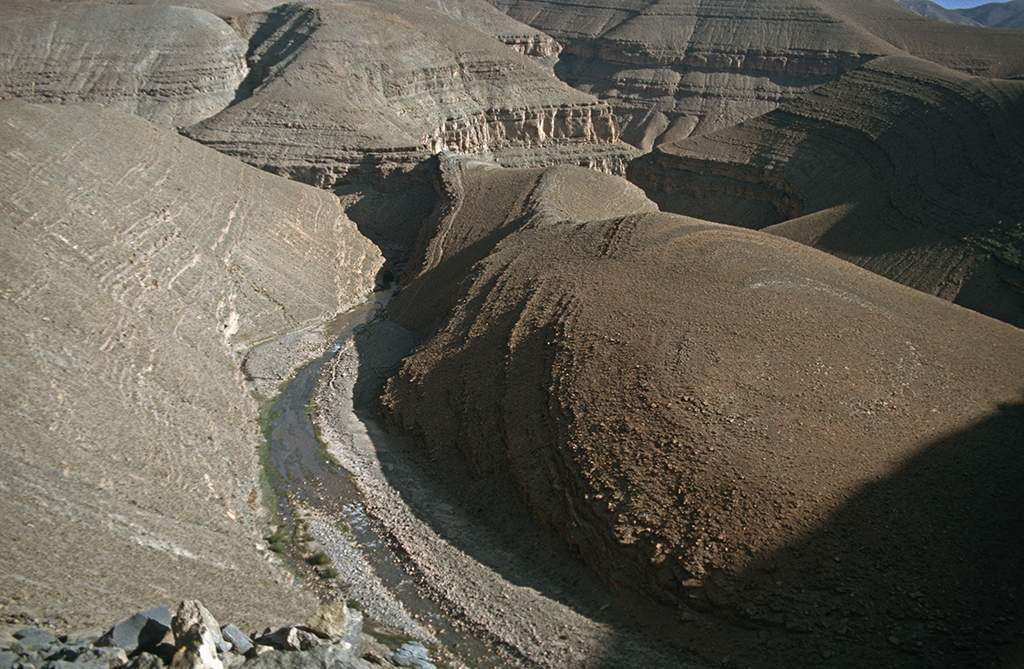
Ein Gewässer des Tals